# Lanchester (carro blindado)
O Lanchester foi um carro blindado britânico construído sobre o chassis do automóvel Lanchester de 38 hp denominado "Sporting Forty" da empresa Lanchester Motor Company. Ele foi visto em largo uso com o Royal Naval Air Service e o Exército Britânico durante a Primeira Guerra Mundial. O Lanchester foi o segundo veículo blindado mais numeroso no serviço britânico durante a Primeira Guerra após o carro blindado Rolls-Royce.

## Design
O Lanchester foi um carro blindado com torreta, construído sobre o chassis do veículo de turismo de luxo "Lanchester Sporting Forty". O layout do Lanchester foi similar ao do contemporâneo carro blindado Rolls-Royce, com motor montado na dianteira, compartimento da tripulação na metade do veículo e caçamba de carga na traseira; o compartimento de combate e a torre tinha muita similaridade com o do Rolls-Royce. O motor do Lanchester estava localizado ao lado dos pés do motorista, permitindo uma blindagem frontal mais eficaz e bem inclinada do que o Rolls-Royce.
Um número de mudanças foi feito no chassis do Sporting Forty, incluindo reforçamento para lidar com o peso extra da blindagem, suspensão de mola reforçada cantilever traseira e a adição de rodas raiadas da Rudge-Whitworth com cubos de liberação rápida, rodas duplas na traseira para melhorar a dirigibilidade. O motor monobloco de seis cilindros do Lanchester Sporting Four foi mantido, pois ele entregava uma boa potência de 60 cavalos-vapor (44,1 quilowatts) e tinha algumas outras vantagens para a época, incluindo ignição dupla e lubrificação de pressão total. A transmissão era por meio de uma avançada caixa de velocidades elíptica pré-seletiva. A torreta do Lanchester foi um padrão do Almirantado como o equipado no Rolls-Royce, com lados chanfrados e equipada com uma única metralhadora Vickers .303 de 7,7 milímetros (0,303 polegadas).

## Galeria

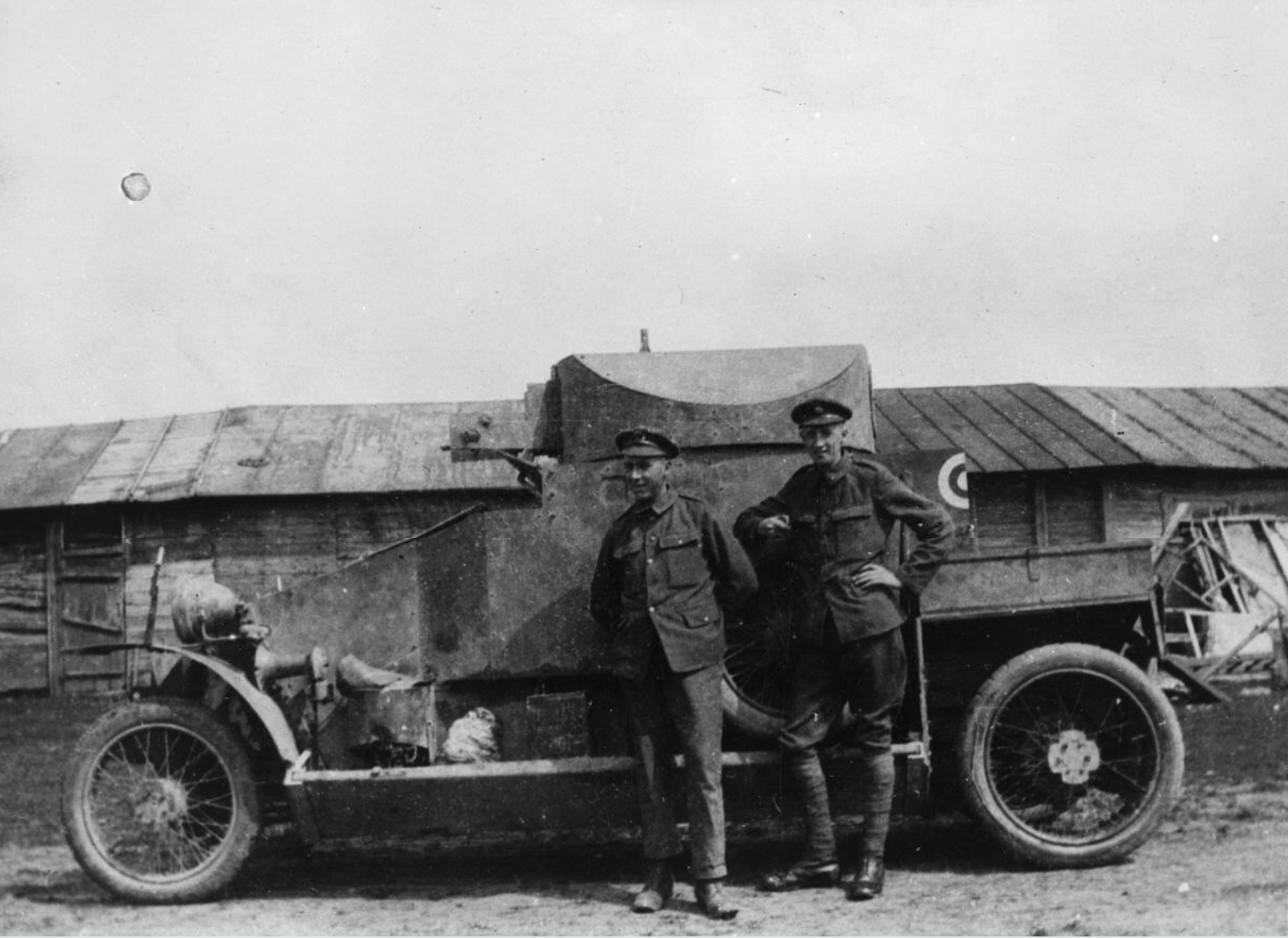
Tropas da Divisão de Blindados Russa e o seu Lanchester. c.1915-1917.
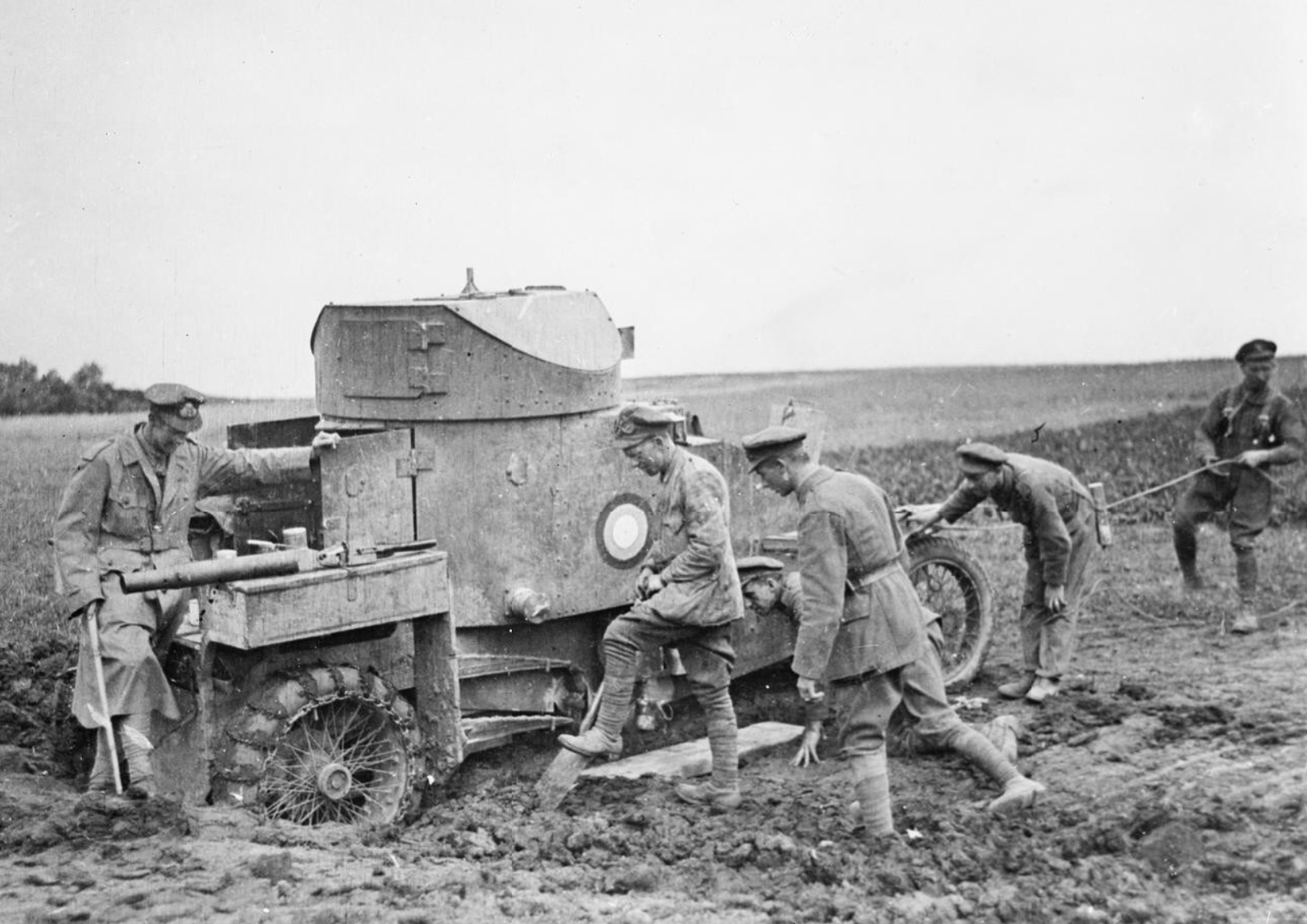
Tropas da Divisão de Blindados Russa resgatando um Lanchester atolado na lama na Galícia (porção austro-húngara da Polónia) durante a retirada da Ofensiva de Kerensky, verão de 1917. Note a metralhadora Lewis na caixa traseira do carro.
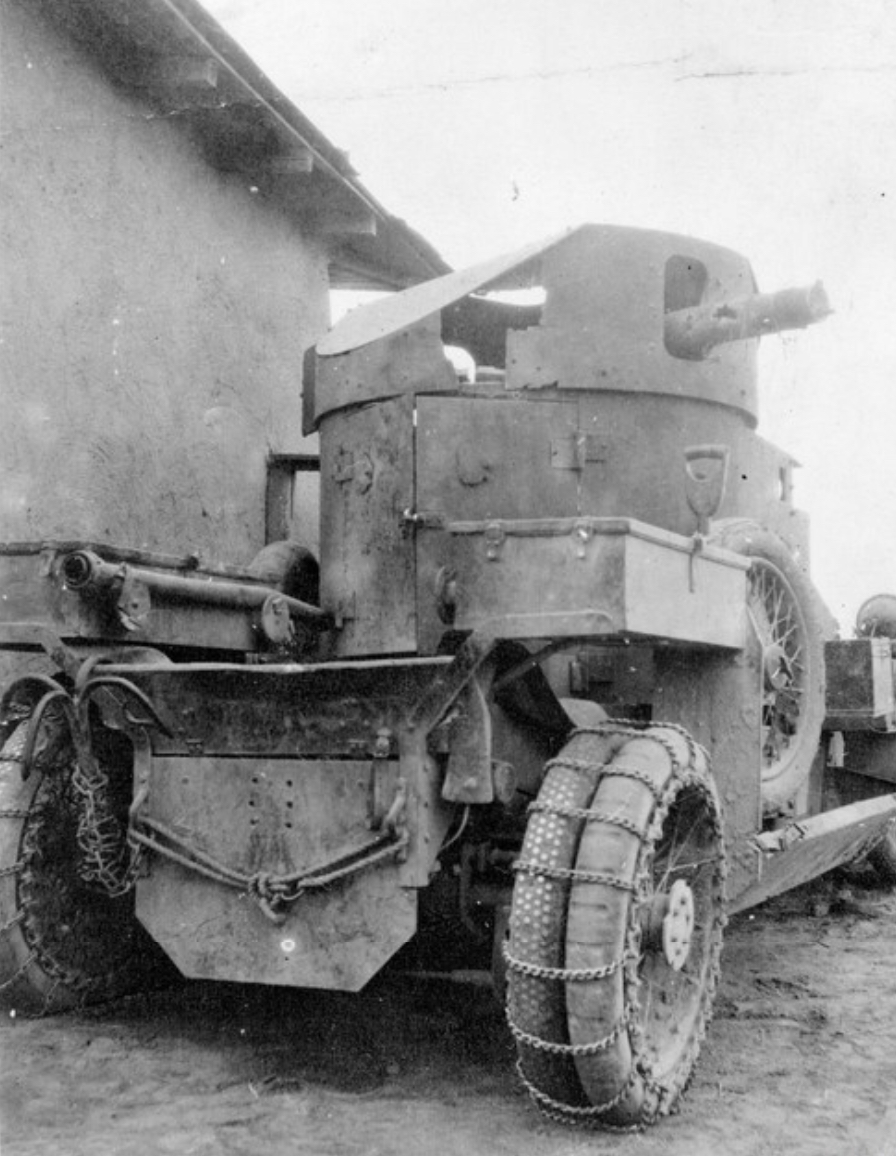
Um Lanchester (provavelmente do Tenente Ingale) da Divisão de Blindados Russa com a torreta atingida por um disparo, 1917. Note as rodas duplas com correntes para travessia sobre a neve.
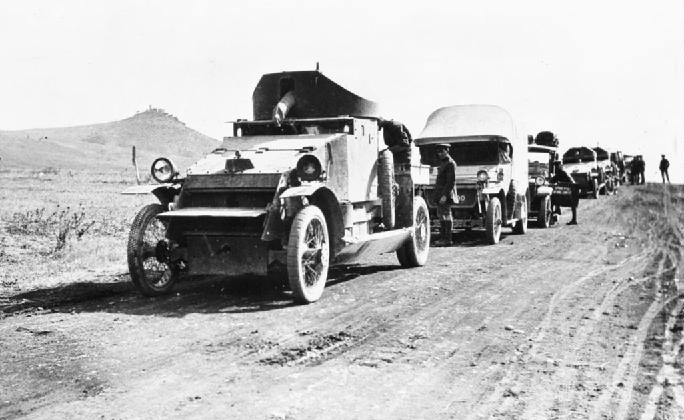
Comboio escoltado por Lachesters. Note a torreta no padrão do Almirantado Britânico. c.1919.
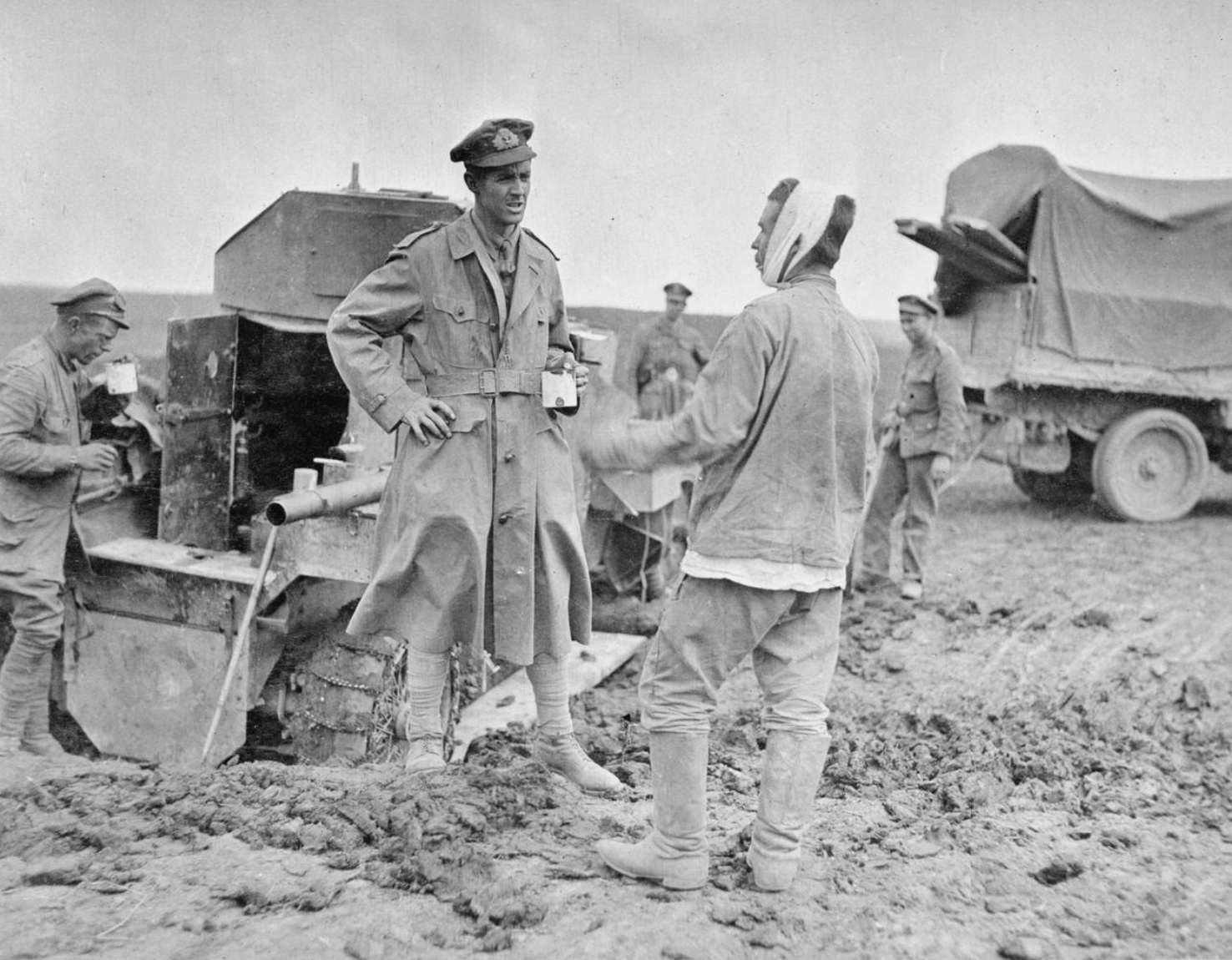
Um oficial da Divisão de Blindados Russa falando com um soldado russo ferido, enquanto que atrás deles os outros soldados tentam retirar um Lanchester atolado na lama; esta imagem foi tirada durante a retirada da Ofensiva de Kerensky no verão de 1917 na Galícia (porção austro-húngara da Polónia).